# Stéphanie Le Quellec
Stéphanie Le Quellec, née Lecocq le 6 décembre 1981 à Enghien-les-Bains (Val-d'Oise) est une chef cuisinière française doublement étoilée.
Elle est vainqueur de la saison 2 de Top Chef sur M6 en 2011. Elle est une des rares femmes à avoir obtenu deux étoiles au guide Michelin,,,,.

## Biographie
Fille d’une commerçante et d’un consultant en informatique, Stéphanie Lecocq grandit à Enghien-les-Bains dans une famille où la gastronomie et la gourmandise sont un véritable art de vivre,. Elle commence à cuisiner à l'âge de 7 ou 8 ans. Après le collège, elle fait cinq années d'études au lycée hôtelier Albert-de-Mun, à Paris. Elle obtient son BTS à l'âge de dix-neuf ans.
Elle commence sa carrière en 2001 au restaurant Le Cinq du George-V à Paris auprès du meilleur ouvrier de France Philippe Legendre. Elle y rencontre son mari David Le Quellec, également futur chef, avec qui elle aura trois enfants. Elle devient sous-cheffe auprès d'Eric Briffard puis en 2006 elle part à Tourrettes (Var) travailler au domaine de Terre Blanche pour le groupe Four Seasons auprès du meilleur ouvrier de France Philippe Jourdin.
En 2011, elle est la gagnante de la deuxième saison de Top Chef sur M6. La même année, elle gagne la première édition de Top Chef : Le Choc des champions, contre Romain Tischenko gagnant de la première saison.
En 2013, elle devient cheffe du restaurant La Scène, dans l'hôtel cinq étoiles Prince de Galles, avenue George V à Paris.
En 2014, elle obtient une première étoile au guide Michelin.
En 2017, elle revient sur le petit écran dans l'émission Ma Mère cuisine mieux que la tienne ! sur M6.
En janvier 2019, elle obtient une deuxième étoile au guide Michelin.
En mars 2019, elle quitte, le restaurant de l'hôtel Prince de Galles, quelques semaines après l'obtention de la seconde étoile, vraisemblablement à la suite de l'intention de l'hôtel de fermer le restaurant pour se réorienter vers une offre de restauration moins haut de gamme.
Le 9 octobre 2019, Stéphanie Le Quellec ouvre son propre restaurant, nommé également la Scène avenue Matignon à Paris. Le 27 janvier 2020, elle obtient directement deux étoiles  pour son nouveau restaurant.
En décembre 2020, elle ouvre avec son chef pâtissier Pierre Chirac une boutique traiteur, pâtisserie « Mam par Stéphanie Le Quellec », à Paris. Le duo ouvre une seconde boutique sous cette marque en avril 2023.
En octobre 2022, elle ouvre avec son mari David Le Quellec un restaurant dédié aux produits de la mer « Vive, Maison Mer », avenue des Ternes à Paris.
En 2024, elle retrouve les cuisines de Top Chef en tant que chef de brigade pour la saison 15. Elle supervise la brigade orange aux côtés de Hélène Darroze et Dominique Crenn, avant de superviser en solo le candidat gagnant de la saison, Jorick Dorignac.

## Publications
- Best of Stéphanie Le Quellec, Ducasse Editions, 2015 (ISBN 978-2-84123-786-9 et 2-84123-786-9)Livre de recettes de cuisine